# Splatoon
Splatoon (japanischer Originaltitel: スプラトゥーン, Supuratūn) ist ein Third-Person-Shooter, der von Nintendo entwickelt und veröffentlicht wurde und exklusiv für die Wii U erschien. Er wurde in Japan am 28. Mai 2015 und in den darauf folgenden Tagen in Europa, Australien und den USA veröffentlicht.
Splatoon unterscheidet sich von anderen Third-Person-Shootern durch das Abfeuern von Tinte (bzw. Farbe) anstelle von Geschossen. Dem Spieler, der der fiktiven Art der Inklinge angehört, ist außerdem die Möglichkeit gegeben, sich in einen Tintenfisch zu verwandeln, was ihm ermöglicht, auch vertikal, schneller in Farbe zu gleiten und falls senkrechte Wände oder Flächen befärbt wurden an diesen hinauf zu schwimmen. Im Online-Standard-Modus „Revierkampf“ ist es die Aufgabe, mit den eigenen Waffen das Spielfeld mit mehr Fläche in der eigenen Farbe einzufärben als die Gegner. Das Team, welches am Ende mehr Boden mit seiner Farbe bedecken konnte, gewinnt. Wände oder andere senkrechte Flächen zählen nicht dazu. Neben diesem Spielmodus gibt es noch Rangkampf-Modi, diese sind strategisch anspruchsvoller. Die Aufgaben sind gekennzeichnete Zonen auf der Karte zu beherrschen (einen platzierten Turm oder eine Goldfisch-Kanone in die gegnerische Basis bewegen). Das Spiel beinhaltet auch eine Einzelspielerkampagne, dort wird der Kampf gegen die sogenannten Oktarianer als Hauptaufgabe darstellt und einen lokalen Mehrspieler-Modus für zwei Spieler namens „Duell-Dojo“, bei dem die Aufgabe ist, mehr Ballons auf einem Spielfeld als der Gegner zu zerstören.
Das Spiel wird regelmäßig mit zusätzlichen Inhalten wie Karten, Spielmodi und Waffen kostenlos erweitert. Zum 6. August 2015 erschien dabei ein großer kostenloser DLC, in dem weitere Modi und Ausrüstungsgegenstände hinzugefügt wurden.
„Splatoon“ ist ein Kofferwort aus den englischen Wörtern splat, platoon und toon. Splat bedeutet so viel wie „Platsch, Spritz“, ein Platoon bezeichnet in den USA eine militärische Einheit aus etwa 40 Soldaten, „toon“ ist die Kurzform von Cartoon und verweist auf die bunte und teilweise comichafte Optik des Spiels.
Bei den The Game Awards 2015 gewann das Spiel in den Kategorien „Best Shooter“ und „Best Multiplayer“. 2016 gewann das Spiel außerdem den deutschen Computerspielpreis in der Kategorie „Bestes Internationales Multiplayer-Spiel“.

## Gameplay

### Spielmodi

#### Lokaler Mehrspieler-Modus
Der lokale Mehrspieler-Modus findet im Duell-Dojo des Hauptmenüs statt und kann zwischen zwei Spielern ausgetragen werden. Das Ziel des Spielmodus ist es, die meisten Ballons innerhalb eines Spielfeldes zu zerstören, während die andere Person das Gleiche versucht. Das gegenseitige Zerstören ist hier auch möglich. Ein Spieler spielt am Tablet-Controller und der andere mit einem Joypad am großen Schirm.

#### Online-Mehrspieler-Modus
Der Online-Mehrspieler-Modus ist in zwei Kategorien unterteilt, Standard-Kampf und Rangkampf. Beide Kategorien unterliegen einer Rotation von zwei Spielfeldern, die alle vier Stunden gewechselt werden. Der Standard-Kampf enthält hierbei nur eine Kampfart, die Revierkämpfe, wobei der Rangkampf aktuell drei Kampfarten besitzt, welche alle vier Stunden abwechselnd spielbar sind: Die Herrschaft, das Turm-Kommando und die Operation Goldfisch.
Die Standard-Kämpfe sind informelle Kämpfe, wo Spieler nur Erfahrungspunkte und Geld verdienen können. Außerdem ist es möglich, sich mit jemandem von seiner Freundesliste zu verbinden, um gemeinsam an einem regulären Kampf teilzunehmen. Die hier ausgetragenen Revierkämpfe sind dreiminütige Kämpfe, in denen das Ziel ist, das Spielfeld mit der Farbe seines Teams zu befärben. Hierbei gewinnt das Team, dessen Farbe bei Ablauf des Zeitlimits mehr von der Spielfeldfläche bedeckt. Bewertet werden hierbei nur die waagerechte Flächen, senkrechte Flächen (Wände etc.) zählen nicht dazu.
- In dem Modus Herrschaft, welcher bei der Veröffentlichung des Rangkampf-Modus freigeschaltet wurde, geht es darum, die Herrschaft über ein oder mehrere gewisse Areale des Spielfeldes zu erlangen. Dies gelingt, indem für eine gewisse Zeitperiode der Großteil des Bereichs durch die eigene Farbe bedeckt wird. Sobald man die Herrschaft über alle Areale besitzt, wird ein Zählerstand von hundert herunter gezählt. Es gewinnt das Team, dessen Zählerstand zuerst bei 0 ist, oder das Team, das nach dem Zeitlimit von fünf Minuten den niedrigsten Zählerstand hat. Erlangt der Gegner die Herrschaft, nachdem man selber im Besitz der Herrschaft war, wird einem die Zeit, in der man sie im Besitz hatte, als Strafpunkte angerechnet, die zuerst ablaufen müssen, bevor der eigentliche Zähler beim erneuten Erobern des Areals oder der Areale wieder herunterläuft. Sollte nach abgelaufenem Zeitlimit das zurückliegende Team in der Herrschaft sein, gibt es eine Verlängerung, die entweder so lange andauert, bis der Zähler des Teams den des anderen unterschritten hat oder bis die Herrschaft durch das Gegner-Team aufgelöst wurde.

- Im am 2. Juli 2015 nachgereichten Turm-Kommando hingegen ist in der Mitte des Spielfeldes ein Turm zu finden, der zu einem bestimmten Punkt in der Basis der Gegner befördert werden muss. Um dies zu erreichen, muss mindestens ein Spieler auf dem Turm stehen, sodass sich der Turm auf einer vordefinierten Linie in Richtung der gegnerischen Basis fortbewegt. Steht für kurze Zeit niemand auf dem Turm, bewegt er sich von selbst wieder in Richtung Mitte. Sollte es kein Team schaffen, innerhalb des fünfminütigen Zeitlimits den Turm in die Basis des Gegners zu befördern, gewinnt das Team, welches den Turm während des Spiels am weitesten in Richtung der Basis des Gegners bewegt hat.[7]

- In dem Modus Operation Goldfisch, welcher am 15. August 2015 zum Spiel hinzugefügt wurde, kämpfen beide Teams um die sogenannte Goldfischkanone, welche sich zu Beginn der Runde in der Mitte des Spielfeldes befindet. Die Aufgabe der Teams ist es, bis zum Ablauf des Zeitlimits von fünf Minuten die Kanone zu einem Podest in der gegnerischen Basis zu bringen. Die Kanone ist jedoch zunächst mit einer Barriere geschützt, welche zuerst von einem Team mit ihrer Tinte durchbrochen werden muss. Dabei explodiert die Barriere in der Farbe des Teams, welche sie durchbrochen hat, wonach sie ein beliebiger Spieler aufsammeln und weitreichende Farbgeschosse schießen kann. Wird der Spieler, der die Kanone trägt, erledigt oder bringt die Kanone nicht innerhalb von 60 Sekunden zum Ziel, lässt er die Kanone fallen und daraufhin die Barriere wiederhergestellt wird.[8]

Außerdem hat man die Möglichkeit, private Kämpfe zu erstellen, in welchem man unabhängig von der vorgegebenen Mapauswahl alle Spielfelder und alle Spielmodi auswählen kann. Zudem sind nicht zwingend acht Spieler erforderlich, also sind auch Eins-gegen-Eins oder Zwei-gegen-Zwei-Kämpfe möglich.

#### Einzelspieler-Kampagne
Im Einzelspieler-Modus durchläuft der Spieler mehrere Level mit einer vorgegebenen Waffe, welche durch das Sammeln von Gegenständen verstärkt werden kann. Das Ziel der Level ist es, verschiedene Gegner und Hindernisse zu überwinden, um einen Gegenstand am Ende des Levels zu erreichen. Darüber hinaus ist in jedem der 27 regulären Level eine Schriftrolle versteckt, welche Hintergrundinformationen zur Handlung enthält.
Nachdem der Spieler die Level eines gesamten Areals gemeistert hat, stellt er sich einem Endgegner im Kampf, um so das nächste Areal freizuschalten. Außerdem schaltet der Sieg über einen Endgegner neue Waffen für den Online-Mehrspieler-Modus frei.

### Ausrüstung

#### Waffen
Im Spiel existieren verschiedene Typen von Waffen, wobei jedes der über 80 verfügbaren Waffensets immer über eine Primärwaffe, eine Sekundärwaffe und eine Spezialwaffe verfügt. Diese können untereinander nicht frei kombiniert werden, sondern müssen in einem speziellen Laden als Waffenset erworben werden, sodass beim Kauf einer Primärwaffe die zugehörige Sekundär- und Spezialwaffe vorgeschrieben ist. Die im Laden erworbenen Waffensets sind nur im Online-Mehrspieler-Modus nutzbar. Regelmäßig werden Waffensets per kostenlosem Update nachgereicht.
Die Primärwaffe ist die Waffe, mit der der Spieler die meiste Farbe verteilt. Die meisten Waffen gehören dabei diesen unterschiedlichen Typen an:
- Kleckser: Normale Schusswaffen, die eine relativ hohe Feuerrate besitzen.
- Konzentratoren: Waffen, die Scharfschützen ähneln. Diese besitzen eine sehr hohe Schusskraft, müssen aber aufgeladen werden, wodurch sie eine sehr geringe Feuerrate besitzen.
- Klecksroller: Waffen, die einem Farbroller ähneln. Die Farbe kann während des Laufens auf den Boden aufgetragen werden oder durch Spritzen des Rollers verteilt werden.
- Blaster: Waffen, die mit geringer Feuerrate eine starke, explodierende Farbkugel als Schuss abgeben, die dem Gegner stark schaden.
- Quasto: Waffen, die einem Pinsel ähneln. Mit ihnen kann man sich schnell fortbewegen und im Nahkampf auf kurze Distanz den Pinsel schnell „wedeln“.
- Schwapper: Waffen, die einem Eimer ähneln. Mit ihnen „schwappt“ man einen Schwall Tinte in eine Richtung.
- Splatling:  Waffen mit hoher Feuerkraft, die ähnlich wie Konzentratoren aufgeladen werden müssen.

Von diesen Waffen gibt es viele Variationen, zudem gibt es einige spezielle Waffen, die meist zwar einem der Standardtypen zugeordnet werden können, aber erhebliche Abweichungen aufweisen können.
Die Sekundärwaffe ist ebenfalls eine Waffe, die dem Spieler jederzeit zur Verfügung steht, jedoch mehr Tinte verbraucht. Die meisten dieser Waffen sind unterschiedliche Bombentypen, die unterschiedliche Vorzüge aufweisen. Haftbomben können an Wänden kleben bleiben, Insta-Bomben bei Aufprall sofort explodieren, Spürbomben den Gegner verfolgen und bei gegnerischer Berührung explodieren und Sepitox-Bomben den Gegner kurzzeitig lähmen. Es gibt allerdings auch andere Arten von Sekundärwaffen, wie den Detektor, der Gegnerpositionen markiert, den Sprinkler, der eine Zeit lange seine Umgebung immer wieder einfärbt, den Tintenwall, der für kurze Zeit eine undurchdringliche Barriere für den Gegner darstellt oder Sprungbojen, mit denen man einen Supersprung zu den aufgestellten Sprungbojen durchführen kann.
Die Spezialwaffe muss durch Einfärben aufgeladen werden und ist in der Regel stärker als die Primär- und Sekundärwaffe. Beispiele für Spezialwaffen sind das Tintferno, mit dem man durch Bedienung des Touchscreens eine relativ große, runde Fläche auf der Karte einfärben kann, der Tintentitan, der einen in einen starken, riesigen und unverwundbaren Tintenfisch verwandelt, welcher durch gegnerische Tinte gleiten kann, die Heulboje, ein breiter Strahl, der Gegner in seinem Einflussbereich sofort erledigt, das Kugelschild, das unverwundbar macht, die Tintzooka, mit der sehr starke Tintengeschosse abgefeuert werden können oder der „Bombenhagel“, durch den man die Möglichkeit hat, die Bomben der Sekundärwaffe ohne Tintenverbrauch permanent zu werfen. Diese Spezialwaffen sind nach Aktivierung allerdings nur kurze Zeit nutzbar.

#### Kleidung
Neben Waffen kann auch die Kleidung individualisiert werden. Dabei stehen drei Läden zur Verfügung, die jeweils auf einen Typ Kleidung spezialisiert sind, so gibt es jeweils einen Laden für Schuhe, Shirts und Kopfbedeckungen. Diese Kleidung verleiht dem Charakter nicht nur ein bestimmtes Aussehen, sondern aktiviert auch Spezialfähigkeiten, wobei jedes Kleidungsstück maximal vier von ihnen besitzen kann. Eine dieser vier Fähigkeiten gilt dabei als Hauptfähigkeit, welche jedem Kleidungsstück fest zugeordnet ist und eine stärkere Wirkung als die Sekundärfähigkeiten hat, welche zufällig generiert werden. Abhängig von der Marke (im Spiel gibt es 15 verschiedene Marken + die marke Amiibo) der Kleidung sind bestimmte Nebenfähigkeiten wahrscheinlicher und andere unwahrscheinlicher. Mit diesen Fähigkeiten lassen sich zum Beispiel Wurfweite der Bomben, die Geschwindigkeit des Spielers, Angriff und Defensive steigern oder der Tintenverbrauch reduzieren. Insgesamt gibt es 24 verschiedene Fähigkeiten, von denen 10 nur als Hauptfähigkeiten verfügbar sind.
Neben dem Erwerb von Kleidung in Läden gibt es ab Level 4 auch die Möglichkeit, beim Charakter Siggi Kleidung zu bestellen, die andere Spieler, die in Inkopolis zu finden sind, tragen. Diese Kleidung kann dann am nächsten Tag bei ihm abgeholt werden. Ab Level 20 gibt es zudem die begrenzte Möglichkeit, bei einem Kleidungsstück sämtliche Sekundärfähigkeiten nach dem Zufallsprinzip zu wechseln. Falls ein Kleidungsstück weniger als die drei maximal möglichen Sekundärfähigkeiten besitzt, besteht die Möglichkeit, eine weitere Sekundärfähigkeit hinzuzufügen.
Das Spiel enthält auch die Kleidung von Ika Musume, der Protagonistin des Manga Shinryaku! Ika Musume als Teil einer Zusammenarbeit zwischen Nintendo und dem Mangazeichner.

### Amiibo-Unterstützung
Gemeinsam mit dem Spiel sind drei Amiibo-Figuren erschienen, der Inkling-Junge, das Inkling-Mädchen und ein Tintenfisch, die im Spiel unterschiedliche Dinge freischalten.
Andere Amiibo sind nicht kompatibel. Die Amiibo schalten jeweils spezielle Aufgaben frei, bei denen manche Missionen aus der Kampagne mit einer anderen Waffe gespielt werden müssen. Beim Inkling-Mädchen ist die Waffe ein Klecks-Konzentrator, mit dem man zwar die einzelnen Schüsse aufladen muss und dadurch eine geringere Schussfrequenz, dafür aber eine höhere Schusskraft und Reichweite hat. Die Missionen mit dem Inkling-Jungen werden mit einem Klecksroller ausgeführt, mit dem man die Farbe per Rolle aufträgt, anstatt sie zu verschießen; auf kurze Distanz ist das Verschießen jedoch auch möglich. Beim Tintenfisch hingegen gibt es unterschiedliche Missionen mit besonderen Bedingungen wie z. B. Zeitlimits. Hierbei besteht auch mit dem Tintentitan, einem großen Tintenfisch, welcher unverwundbar ist und problemlos durch gegnerische Tinte schwimmen und Gegner mit einem Treffer besiegen kann, dauerhaft die Möglichkeit, eine Spezialwaffe zu nutzen. Durch das Absolvieren der Missionen ist es möglich, exklusive Kleidung und Waffen zu bekommen. Die Waffen sind hierbei nur Nachbauten der Waffen, die der Spieler in dem Einzelspieler-Modus bzw. in den Amiibo-Missionen verwendet (Kleckser, Konzentrator und Roller).
Am 8. Juli 2016 erschienen fünf weitere Amiibo, darunter Neugestaltungen von Inkling-Mädchen, Inkling-Junge und Tintenfisch in neuen Farben und außerdem Aioli und Limone, welche jeweils ein neues Lied freischalten.

## Rezeption
Splatoon hat international schlechte bis gemischte Bewertungen erhalten. Die Rezensionsdatenbank Metacritic aggregiert beispielsweise 88 Rezensionen zu einem Gesamtwert von 81.
Jan Wöbbeking von 4P lobt die präzise Bewegungssteuerung, den Soundtrack sowie das Balancing von Waffen. Kritikpunkte sind das Fehlen von Wiederholungen respektive Aufzeichnungen und detailarme Hintergründe. Analog dazu bewertet Christoph Miklos von Gamezoom ebenfalls das Balancing sowie die Steuerung positiv. Negative Punkte sind der Singleplayer-Modus und die Inexistenz eines Voice-Chats.

„Ein Third-Person-Shooter mit USK-Freigabe ab 6 Jahren das kriegt nur Nintendo gebacken! Und das ist nicht schnippisch gemeint: Big N hat es geschafft, eine actiongeladene Schießerei zu entwickeln, die total harmlos und familienfreundlich ist. Schließlich ballert Ihr hier nur mit bunter Tinte alienartige Gegner lösen sich in einen großen Schwall Farbe auf, anstatt den Boden mit Blut zu besudeln.“

Innerhalb des ersten Monats nach der Veröffentlichung wurden über eine Million Exemplare des Spiels verkauft. Bis Februar 2016 stieg die Anzahl der Verkäufe auf über vier Millionen. Bis März 2025 wurden weltweit 4,95 Millionen Exemplare des Spiels verkauft.

## Nachfolger
Eine Fortsetzung unter dem Titel Splatoon 2 wurde am 13. Januar 2017 für die Nintendo Switch angekündigt. Das Spiel erschien am 21. Juli 2017. Am 13. Juni 2018 wurde für dieses der DLC Splatoon 2: Octo Expansion veröffentlicht. Ebenfalls auf der Switch wurde am 17. Februar 2021 der dritte Teil der Reihe Splatoon 3 angekündigt, welcher am 9. September 2022 erschien. Auch dieser Teil erhielt wie bereits die Vorgänger ein DLC unter der Bezeichnung Splatoon 3: Expansion Pass – Inkopolis & Side Order. Dieser erschien am 22. Februar 2024.

## Manga
Seit Februar 2016 erscheint im Magazin Bessatsu Coro Coro Comic Special eine Manga-Adaption des Spiels. Die Serie wird gezeichnet von Sankichi Hinodeya und herausgegeben vom Verlag Shogakukan, der die Kapitel auch in bisher sechs Sammelbänden veröffentlichte. Eine deutsche Übersetzung erscheint seit Mai 2018 beim Carlsen Verlag in bisher sechs Bänden. Auf Englisch erscheint die Serie bei Viz Media.